# Conferentie van Constantinopel

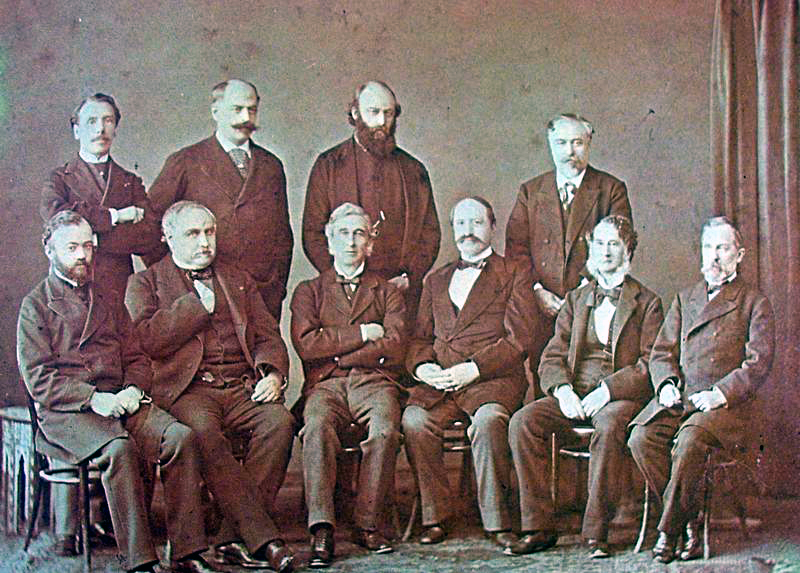
De afgevaardigden van de conferentie

De Conferentie van Constantinopel  vond plaats van 23 december 1876 tot 20 januari 1877. Aanleiding waren de Opstand van Herzegovina in 1875 en de Aprilopstand en de bloedige manier waarop deze werd neergeslagen in 1876.
Aan de conferentie namen de vijf Europese grootmachten deel: het Verenigd Koninkrijk, het Keizerrijk Rusland, Frankrijk, het Duitse Keizerrijk, Oostenrijk-Hongarije en het Koninkrijk Italië. Het doel van de conferentie was een aantal politieke hervormingen doorvoeren in Bosnië en het Ottomaanse Rijk, met name Bulgarije.

## Deelnemers
De vijf grootmachten werden door de volgende personen vertegenwoordigd:
- Verenigd Koninkrijk van Groot-Brittannië en Ierland:

lord Robert Gascoyne-Cecil en sir Henry Elliot;
- Keizerrijk Rusland:

graaf Nikolay Pavlovich Ignatyev
- Frankrijk:

graaf Jean-Baptiste de Chaudordy en graaf François de Bourgoing;
- Duitse Keizerrijk:

baron Karl von Werther;
- Oostenrijk-Hongarije:

baron Heinrich von Calice en graaf Ferenc Zichy;
- Koninkrijk Italië:

graaf Luigi (Lodovico) Corti.
Ook de Amerikaanse consulaat Eugene Schuyler was betrokken bij het nemen van belangrijke beslissingen op de conferentie.
Het Ottomaanse rijk werd vertegenwoordig door:
- grootvizier Mithat Pasja
- Saffet Pasha
- Edhem Pasha.

Lord Salisbury en graaf Ignatyev speelden belangrijke rollen in de conferentie. Ignatyev probeerde een hoop misverstanden bij de Britten over de Russische rol in het beschermen van de Orthodoxe Slavische Volkeren op te helderen. Bovendien zag Salisbury de conferentie als een goede gelegenheid om enkele conflicten met Rusland over gebieden in Centraal-Azië op te lossen.

## Beslissingen

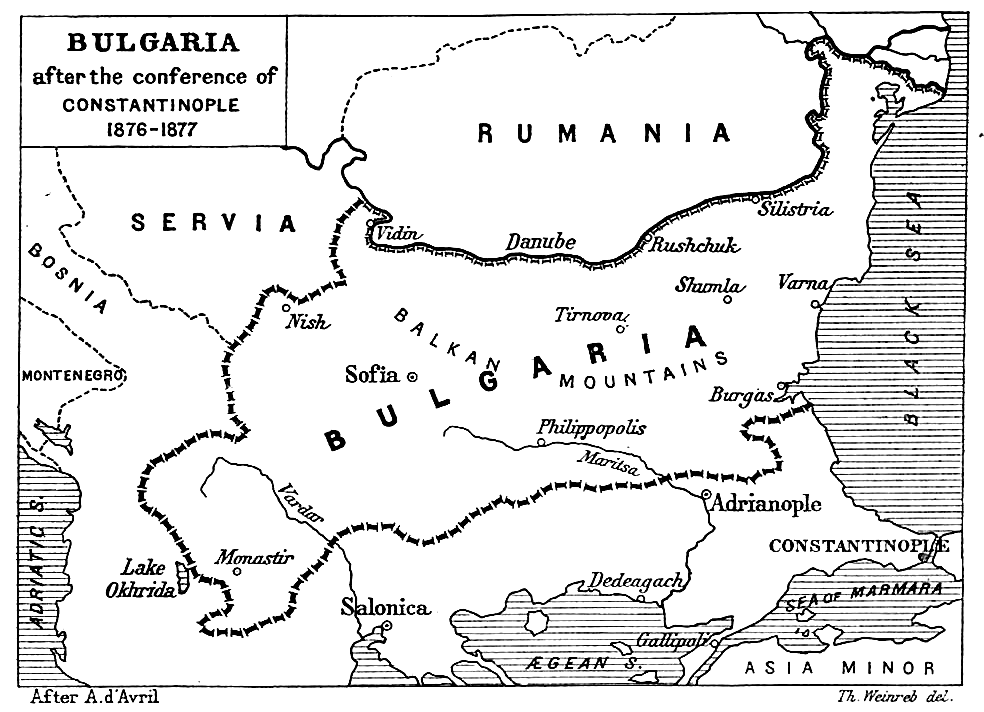
De grenzen van Bulgarije, zoals bepaald door de conferentie.

Op de conferentie werd besloten tot het creëren van een autonome provincie, waar onder andere Bosnië en een groot deel van Herzegovina onder zouden vallen.
Ook werd besloten dat Bulgarije weer een autonoom gebied moest worden. Het deel van het Ottomaanse rijk waar veruit de meeste Bulgaren woonden werd onderverdeeld in twee provincies.
Op 23 december 1876 werden alle genomen besluiten voorgelegd aan de Ottomaanse overheid. De Ottomanen probeerden nog een paar keer veranderingen aan te laten brengen in de besluiten of er protest tegen aan te tekenen, maar dit werd allemaal verworpen door de Europese grootmachten. Op 18 januari 1877 kondigde grootvizier Mithat Pasha aan dat het Ottomaanse rijk weigerde de besluiten te accepteren. Deze beslissing leidde tot de Russisch-Turkse Oorlog.